# 男鹿警察署
男鹿警察署（おがけいさつしょ）は、秋田県警察が管轄する警察署の一つである。

## 管轄区域
- 男鹿市

## 所在地
- 秋田県男鹿市船川港船川字新浜町1-4

## 沿革
- 明治時代
  - 1875年：明治8年に秋田警察署第1警察出張所第1警察屯所船越分屯所として発足する。
  - 1883年：秋田警察署船越分署となる。
  - 1891年：土崎警察署船越分署に改称される。
  - 1904年：明治37年に船川港に移転して船川分署となる。
- 戦後
  - 1954年（昭和29年）：警察法改正により男鹿警察署に改称される。
  - 2005年（平成17年）：潟上市天王の管轄を五城目警察署へ移管される。

## 内部組織
- 警務課
  - 広報広聴係
  - 警務係
  - 被害者支援係

- 会計課
  - 会計係

- 生活安全課
  - 生活安全係
  - 女性安全対策係
  - 少年係

- 地域課
  - 地域係
  - 機動警ら係

- 刑事課
  - 庶務係
  - 捜査係
  - 鑑識係

- 交通課
  - 交通係

- 警備課
  - 警備係

## 駐在所
- 船越駐在所 - 男鹿市脇本脇本字脇本166番地2
- 北浦駐在所 - 男鹿市北浦北字長田102番地5
- 脇本駐在所 - 男鹿市脇本脇本字脇本166番地2
- 五里合駐在所 - 男鹿市五里合箱井字町屋田247番地4
- 若美駐在所 - 男鹿市払戸字渡部94番地5
- 宮沢駐在所 - 男鹿市野石字下夕谷地1番地5